# اس‌اس ساردنی
اس‌اس ساردنی (به انگلیسی: SS Sardinia) یک کشتی است که طول آن 450ft 3in می‌باشد. این کشتی در سال ۱۹۰۲ ساخته شد.